# Alomatia notabilis
Alomatia notabilis är en tvåvingeart som först beskrevs av Macquart 1840.  Alomatia notabilis ingår i släktet Alomatia och familjen svävflugor. Inga underarter finns listade i Catalogue of Life.